# Catalina Usme
María Catalina Usme (Marinilla, Antioquia, Colòmbia; 15 de desembre de 1989) és una futbolista colombiana, juga de Davantera i el seu equip actual és l'América de Cali Femenino, de la Lliga Professional Femenina.

## Selecció nacional
Catalina Usme ha estat internacional amb la Selecció femenina de futbol de Colòmbia en diversos certàmens internacionals.

### Participacions en Copes del Món
| Mundial                                 | Seu    | Resultat         |
| --------------------------------------- | ------ | ---------------- |
| Copa Mundial Femenina de Futbol de 2015 | Canadà | Vuitens de final |